# Ernst, Bobbie en de rest
Ernst, Bobbie en de rest is een  Nederlandse kinderserie over de twee vrienden Ernst en Bobbie, in 2002 bekroond met de Gouden Stuiver. Ze maken samen veel avonturen mee die altijd beginnen bij de 'Boink'. Dit is een tv'tje in Bobbies rugzak, waarop een nieuwslezeres in een nieuwsbericht het probleem van het verhaal uitlegt. Dit werd altijd onverwachts aangekondigd met trillend beeld en een luide gongslag (boink). Vandaar ook de naam "Boink".
De serie (en de liedjes) is geschreven door de Hagenezen Erik van Trommel (Ernst) en Gert-Jan van den Ende (Bobbie), die tevens de hoofdrollen spelen. De in 1997 opgenomen serie werd op 1 april 1998 voor het eerst uitgezonden op Kindernet. Vanaf najaar 2002 was de serie te zien op Fox Kids. Na het laatste seizoen in 2004 werd de serie herhaald bij Fox Kids-opvolger Jetix. Sinds 1 oktober 2009 wordt de serie in de ochtend van Net5 herhaald omdat de opvolger van Jetix, Disney XD, voornamelijk programma's van Disney wil uitzenden. Op vrijdag 11 maart 2011 werd bekendgemaakt dat de herhalingen vanaf 14 maart elke dag te zien zijn op RTL Telekids. Ook maken Ernst en Bobbie deel uit van andere programma's van deze zender. Sinds 2021 is het wederom doorlopend op RTL(4) te zien. 
In Vlaanderen werd de serie iedere ochtend uitgezonden op VIJFtv van 2 januari tot en met 30 november 2006. Voorheen kwam de reeks geregeld op VT4 als onderdeel van het jeugdblok Stapel.

## Achtergrondinformatie
De serie wordt soms vergeleken met de jeugdseries van Bassie en Adriaan; Ernst is de wijze man, die uitlegt wat er allemaal gebeurt, en Bobbie is degene die altijd vrolijk is, alles leuk vindt en overal grappen over maakt. Ook zitten er veel liedjes in de kinderserie.
Van Trommel en Van den Ende begonnen samen in 1987 als programmamakers met het maken van kinderliedjes en -programma's voor kinderen die werden verpleegd in het Juliana Kinderziekenhuis in Den Haag.
In 1989 maakte het duo een overstap naar de lokale televisieomroep Lokatel, met een programma dat al dezelfde titel had. Tevens trokken ze met een kindershow door Nederland. In 1991 traden Van Trommel en Van den Ende in dienst van de omroep Kindernet, waar ze medeverantwoordelijk werden voor de aankoop van programma's en de programmering. In 1997 kregen ze de kans een eigen avontuur te maken: Ernst, Bobbie en de Rest: In de dierentuin. Dit was zo'n succes dat er diverse avonturen volgden. Ook de optredens in het land trokken in de loop der tijd steeds meer bezoekers.
De enscenering van de serie is dicht bij huis: onder meer op een boerderij, op een groot campingterrein, in het bos of in het circus. Naar elke aflevering kijken gemiddeld 90.000 mensen.
Van 2002 tot 2009 presenteerde het duo jaarlijks Het Feest van Sinterklaas, de jaren daarvoor hadden ze tijdens dit feest gastoptredens. In februari 2007 is de film Ernst, Bobbie en de geslepen Onix uitgekomen. Deze film heeft op 26 februari de Gouden Film-prijs gekregen. In oktober 2010 kwam er een tweede bioscoopfilm van het duo, genaamd: Ernst en Bobbie en het geheim van de Monta Rossa. De opnames hiervan gingen van start op 16 april 2010. Sinds juni 2008 is er het Ernst en Bobbie Magazine verkrijgbaar, een blad dat maandelijks verschijnt en in de zomer met een speciale vakantie-uitgave.

## Onderscheiding
Voor hun werk werden Ernst en Bobbie op 29 april 2006 benoemd tot Ridder in de Orde van Oranje Nassau.

## Rolverdeling
| Personage                   | Acteur/actrice            |
| --------------------------- | ------------------------- |
| Ernst                       | Erik van Trommel          |
| Bobbie                      | Gert-Jan van den Ende     |
| Directeur van de dierentuin | Robert Tingelaar          |
| Het campinghoofd            | Ilse Vocking              |
| Boer Kwartel                | Chris Kwant               |
| De hoofdcommissaris         | Jacques van Trommel       |
| De burgemeester             | Max van Trommel           |
| De boswachter               | Paul Passchier            |
| De kasteelheer              | Alfred Heppener           |
| De circusdirecteur          | Hero Muller               |
| 'Boink'-nieuwslezeres       | Onder andere Ilse Vocking |

## Seizoenen

### Seizoen 1: Ernst, Bobbie en de Rest - Avonturen in de dierentuin (1998)
- Met: Robert Tingelaar - directeur van de dierentuin
- Plaats van opname: Utrecht, Arnhem.
- Het pand dat van de buitenkant dienstdoet als het huis van Ernst & Bobbie staat aan de Justus van Effenstraat in Utrecht.

Ernst en Bobbie beleven dicht bij hun huis avonturen in de dierentuin Koninklijke Burgers' Zoo. De directeur van de dierentuin kan de twee echt niet uitstaan, maar is ook vaak blij met hun hulp, ook al laat hij dit niet duidelijk merken. Hij eindigt in een conversatie met hun vaak met de zin 'ratatatatatata', waarmee hij te kennen geeft het druk te hebben en dat Ernst en Bobbie weer weg moeten gaan. In dit seizoen is er onder andere een vreemd ei gevonden, zijn er dieven in de dierentuin en is er een krokodil ontsnapt.
| Aflevering (seizoen) | Aflevering (serie) | Titel                        | Videoclip/Liedje                  |
| -------------------- | ------------------ | ---------------------------- | --------------------------------- |
| 1                    | 1                  | Een eenzaam ei               | Een ei                            |
| 2                    | 2                  | Een boef in de dierentuin    | Dievenlied                        |
| 3                    | 3                  | De dierentuin is dicht       | De dierentuin is dicht            |
| 4                    | 4                  | Hoog bezoek in de dierentuin | We maken schoon                   |
| 5                    | 5                  | Een ontsnapte aap            | Met apen kun je lachen            |
| 6                    | 6                  | Jumbo is jarig               | Ja, ja, ja, jarig                 |
| 7                    | 7                  | Ernst is verliefd            | Verliefd                          |
| 8                    | 8                  | Waar is het water?           | Zonder water kun je niet          |
| 9                    | 9                  | Bobbie's verjaardag          | Ja, dan moet je huilen            |
| 10                   | 10                 | De dieren willen niet eten   | We eten kippensoep met boerenkool |
| 11                   | 11                 | De schoonmakers zijn ziek    | Blurkies                          |
| 12                   | 12                 | De krokodil is ontsnapt      | Als ik me camoufleer              |
| 13                   | 13                 | De dierentuin is 100 jaar    | Mijn cadeautje is zoek            |

### Seizoen 2: Ernst, Bobbie en de Rest - Avonturen op vakantie (1998)
- Met: Ilse Vocking - campinghoofd
- Plaats van opname: Coldenhove, De Cocksdorp (Texel)

Ernst en Bobbie zijn in het tweede seizoen op vakantie en staan met een tentje op de camping op Texel. Ze beleven allerlei avonturen, er wordt onder meer een fiets gestolen, er loopt een hond weg en Ernst en Bobbie gaan schatgraven. Ze raadplegen elke aflevering het campinghoofd voor advies, maar zij is te druk bezig met chocolade eten waar ze zichtbaar van geniet. Ernst en Bobbie mogen niet merken dat zij de hele dag chocolade eet en verstopt de reepjes snel als ze Ernst en Bobbie hoort komen. Als er weer wat fout is gegaan, worden de twee door haar ’’campingklunzen’’ genoemd. Ze eindigt vaak met het zinnetje 'Klaar? Wegwezen maar!', waarna ze op haar fluitje blaast.
| Aflevering (seizoen) | Aflevering (serie) | Titel                         | Videoclip/Liedje       |
| -------------------- | ------------------ | ----------------------------- | ---------------------- |
| 1                    | 14                 | Een dief op de camping        | We achtervolgen hem    |
| 2                    | 15                 | Schatgraven                   | We zijn de speurders   |
| 3                    | 16                 | Een weggelopen hond           | Mijn lieve kleine hond |
| 4                    | 17                 | Pannenkoeken bakken           | We maken pannenkoek    |
| 5                    | 18                 | De speurtocht                 | We zoeken in het bos   |
| 6                    | 19                 | De geluksmunt                 | Ik heb geluk           |
| 7                    | 20                 | De fietstocht                 | Fietsendieven          |
| 8                    | 21                 | Varen                         | Roeien                 |
| 9                    | 22                 | Ballonnenpost                 | Ballonnenpost          |
| 10                   | 23                 | De strandwachters zijn vrij   | Ik zeg he pas op       |
| 11                   | 24                 | De sportwedstrijd             | Op dieet               |
| 12                   | 25                 | Het konijn                    | Mijn konijn            |
| 13                   | 26                 | Ernst en Bobbie hebben honger | We hebben honger       |

### Seizoen 3: Ernst, Bobbie en de Rest - Avonturen op de boerderij (1999)
- Met: Chris Kwant - Boer Kwartel
- Plaats van opname: Hall, Coldenhove

- De opnames van de boerderij werden opgenomen bij de boerderij aan de Zwarteweg in Hall.
- De aflevering, We maken kaas, werd voor een deel in Weesp opgenomen op de Lageweyselaan en de opnames en de locatie van de kaasmarkt werd opgenomen op de Achteromstraat.

Ernst en Bobbie wonen nu dicht bij een boerderij, waar ze ook weer avonturen beleven. De boer van de boerderij, Boer Kwartel, is, zoals zijn naam al doet vermoeden, slechthorend. Zijn 'vaste zin' is dan ook 'Ik ben niet doof ofzo'. Hij is ook niet altijd blij met de aanwezigheid van Ernst en Bobbie, omdat er vaak wat verkeerd gaat in hun aanwezigheid. Echter lossen zij wel vaak Kwartels problemen op, waar hij dan wel blij mee is. Ernst en Bobbie zijn in het derde seizoen onder meer op zoek naar een weggelopen kalfje, ze beleven een spannend avontuur in een sproeivliegtuigje en ze gaan koeien melken.
| Aflevering (seizoen) | Aflevering (serie) | Titel                      | Videoclip/Liedje            |
| -------------------- | ------------------ | -------------------------- | --------------------------- |
| 1                    | 27                 | Schapen scheren            | De trui-brei-boogie         |
| 2                    | 28                 | Het sproeivliegtuig        | Van vliegen word je blij    |
| 3                    | 29                 | Het spookt op de boerderij | We zijn zo bang             |
| 4                    | 30                 | Heitje voor een karweitje  | Je bent een soepkip         |
| 5                    | 31                 | Het zieke geitje           | We gaan voeren              |
| 6                    | 32                 | Een nieuwe schuur          | We bouwen een nieuwe schuur |
| 7                    | 33                 | De kapotte tractor         | We zijn tractormonteur      |
| 8                    | 34                 | De springwedstrijd         | Waar ben je nou?            |
| 9                    | 35                 | We maken kaas              | We maken kaas               |
| 10                   | 36                 | Het weggelopen kalfje      | Het cowboy-lied             |
| 11                   | 37                 | De kippendief              | De kippendief               |
| 12                   | 38                 | Koeien melken              | Koeien melken               |
| 13                   | 39                 | De zolderverkoop           | Wat is het lekker fris      |

### Seizoen 4: Ernst, Bobbie en de Rest - Avonturen bij de politie (2000)
- Met: Jacques van Trommel - hoofdcommissaris
- Plaats van opname: Zutphen

Ernst en Bobbie beleven weer avonturen, maar ditmaal in de stad. Er gebeuren vaak dingen waardoor Ernst en Bobbie naar de hoofdcommissaris moeten om het te vragen. Deze spreekt hun namen vaak verkeerd uit, en eindigt na een opgeloste zaak altijd met het zinnetje: 'En zo zie je maar weer dat ik door mijn jarenlange ervaring en intensief speurwerk ook deze zaak weer tot een goed einde heb gebracht', daarbij finaal voorbijgaand aan het gegeven dat Ernst en Bobbie vaak degenen waren die voor de goede afloop hebben gezorgd. In het vierde seizoen worden Ernst en Bobbie er onder meer van verdacht een politieauto gestolen te hebben, gaan ze op zoek naar een gestolen vaas en moeten ze een bom onschadelijk maken als de koningin op bezoek komt.
| Aflevering (seizoen) | Aflevering (serie) | Titel                   | Videoclip/Liedje       |
| -------------------- | ------------------ | ----------------------- | ---------------------- |
| 1                    | 40                 | De gestolen politieauto | We zijn ontsnapt       |
| 2                    | 41                 | De stroomstoring        | Elektriciteit          |
| 3                    | 42                 | De gestolen vaas        | Chinese vaas           |
| 4                    | 43                 | De brandweeroefening    | Wie zijn hier de baas? |
| 5                    | 44                 | De weggelopen kat       | Huisdier               |
| 6                    | 45                 | Het dierenasiel         | Asiel                  |
| 7                    | 46                 | Het prinsje is weg      | Prinsje                |
| 8                    | 47                 | De valsmunters          | Geld                   |
| 9                    | 48                 | De museumroof           | Trappie op en neer     |
| 10                   | 49                 | De ontvoering           | Ik ben beroemd         |
| 11                   | 50                 | De koningin komt langs  | De koningin komt langs |
| 12                   | 51                 | De ontsnapte slang      | De kinderboerderij     |
| 13                   | 52                 | De bereden politie      | Een paard is edel      |

Trivia:
- Het gebouw dat in de serie dient als politiebureau is: " 't Schulten Hues" in Zutphen.
- Het pand dat van de buitenkant dienstdoet als huis van Ernst & Bobbie staat aan het Oude Bornhof, een hofje in Zutphen.

### Seizoen 5: Ernst, Bobbie en de Rest - Avonturen bij de boswachter (2001)
- Met: Paul Passchier - boswachter
- Plaats van opname: Coldenhove

In het vijfde seizoen beleven Ernst en Bobbie avonturen in het bos. Er worden onder meer gifvaten ontdekt in het bos, er zijn plannen om een flatgebouw te bouwen in het bos en er zijn motorcrossers die de broedende vogels verstoren. Het bos wordt gemonitord door een zenuwachtige boswachter, die daartoe een serie beeldschermen in zijn huisje heeft staan. De boswachter is een van de weinigen die altijd aardig is en blij is dat Ernst en Bobbie hem vaak komen helpen, ook al kan hij hen door zijn doorgaans overmatige nervositeit er niet altijd goed bij hebben. Aan het einde van een aflevering zegt hij vaak 'Ernst en Bobbie, in naam van het bos en de beesten, bedankt'.
| Aflevering (seizoen) | Aflevering (serie) | Titel                 | Videoclip/Liedje      |
| -------------------- | ------------------ | --------------------- | --------------------- |
| 1                    | 53                 | Motorcrossers         | Gekropen uit een ei   |
| 2                    | 54                 | De grote Oebidoebie   | Verkleden             |
| 3                    | 55                 | Kabouters             | Alleen in dromen      |
| 4                    | 56                 | Een wolkenkrabber     | Flat                  |
| 5                    | 57                 | Met de trein          | Wij gaan met de trein |
| 6                    | 58                 | De roeiwedstrijd      | De kampioen           |
| 7                    | 59                 | De schatkaart         | Piratenlied           |
| 8                    | 60                 | De golfwedstrijd      | Golfen                |
| 9                    | 61                 | Het huwelijk          | Het is feest          |
| 10                   | 62                 | De diamantenroof      | We zijn niet bang     |
| 11                   | 63                 | Stropers              | Stropers is het bos   |
| 12                   | 64                 | Milieuverontreiniging | Denk na wat je doet   |

### Seizoen 6: Ernst, Bobbie en de Rest - Avonturen op het kasteel (2003)
- Met: Alfred Heppener - kasteelheer
- Plaats van opname: Kasteel de Haar, Haarzuilens, Utrecht, Spakenburg, Oud Zuilen, Oudewater

- De aflevering, De voetbalwedstrijd werd voor een deel in Utrecht en in 's-Hertogenbosch opgenomen bij Stadion De Vliert van F.C. Den Bosch.

Dit keer beleven Ernst en Bobbie spannende avonturen op een groot kasteel met een heel deftige, maar beschonken kasteelheer als eigenaar. Hij is vaak flink verward en klaagt soms over 'een bonkend hoofd'. Hij loopt vaak tegen zijn deur op (uitspraak: 'deksels, wie verplaatst hier toch steeds die deuren') en rijdt zelfs vaak aan het einde van de aflevering zijn auto in de prak. Hij is ook echter een van de weinigen die altijd aardig is. Zijn zinnetje aan het einde is vaak: 'Ik, Fleuris Jeuris Valentijn van Bergendal tot Beukendijk, ben jullie eeuwig dankbaar. Maar waar is de champagne? Oh wacht die haal ik even', dan rijdt hij zijn auto in de prak en zegt hij: 'Ik ga wel weer leupen!'. Ernst en Bobbie moeten in dit seizoen onder meer het gestolen jacht van de kasteelheer terugvinden, boeven zoeken die zilveren bestek stelen en meedoen aan een voetbalwedstrijd.
| Aflevering (seizoen) | Aflevering (serie) | Titel               | Videoclip/Liedje            |
| -------------------- | ------------------ | ------------------- | --------------------------- |
| 1                    | 65                 | Het kanon           | Etiquette                   |
| 2                    | 66                 | De vaartocht        | Hee hallo                   |
| 3                    | 67                 | De zilverboeven     | Twijfel                     |
| 4                    | 68                 | De vogel            | Vogels                      |
| 5                    | 69                 | De liefdesbrief     | Post                        |
| 6                    | 70                 | De viswedstrijd     | Oh nee                      |
| 7                    | 71                 | De speurtocht       | Verhuizen                   |
| 8                    | 72                 | De vliegende dief   | Wachten duurt zo lang       |
| 9                    | 73                 | De taart            | Waar is ie nou weer?        |
| 10                   | 74                 | Het harnas          | Terug in de tijd            |
| 11                   | 75                 | De leeuw            | Wij komen op voor de dieren |
| 12                   | 76                 | De voetbalwedstrijd | Fit                         |

### Seizoen 7: Ernst, Bobbie en de Rest - Avonturen bij het circus (2004)
- Met: Hero Muller - circusdirecteur
- Plaats van opname: Apeldoorn, Nuenen, Circus Herman Renz.

In het zevende seizoen reizen Ernst en Bobbie mee met het Circus Herman Renz, waar ze ook weer veel spannende avonturen beleven, ze moeten onder meer gevaarlijke spinnen terugvinden, ervoor zorgen dat de dochters van de burgemeester een onvergetelijke dag hebben en ze moeten zelfs naar een pretpark als Ernst zijn kleren kwijt is. De circusdirecteur is vaak blij met de aanwezigheid van Ernst en Bobbie, maar soms wordt hij er ook gek van. Hij is een beetje doof, en wanneer zijn papegaai Hendrika iets zegt wat niet door de beugel kan, denkt de circusdirecteur dan vaak dat deze woorden uit de mond van Ernst afkomstig zijn, en zegt dan 'Ernst zo praat je toch niet tegen mij, een circusdirecteur verdient respect'.
| Aflevering (seizoen) | Aflevering (serie) | Titel                 | Videoclip/Liedje            |
| -------------------- | ------------------ | --------------------- | --------------------------- |
| 1                    | 77                 | De bankrovers         | Poeh poeh                   |
| 2                    | 78                 | De onvergetelijke dag | We zijn ze kwijt            |
| 3                    | 79                 | De poppenkast         | Fout, fout, fout            |
| 4                    | 80                 | De posters            | Reclame                     |
| 5                    | 81                 | Spinnen               | Ben niet bang               |
| 6                    | 82                 | Geld                  | Super Ernst en Super Bobbie |
| 7                    | 83                 | De ijssculptuur       | Snoep                       |
| 8                    | 84                 | Pretpark              | De hele dag op pad          |
| 9                    | 85                 | Kortsluiting          | Stilzetknop                 |
| 10                   | 86                 | Lolo de aap           | Toverspreuk                 |

## Speelfilms
1. Ernst, Bobbie en de geslepen Onix* (2007)
2. Ernst, Bobbie en het geheim van de Monta Rossa (2010)

* ook uitgezonden in 2011 en 2012 als losse afleveringen.

## Theater
Naast de televisieserie treden Van Trommel en Van den Ende ook op met een hun eigen theatervoorstelling. Een aantal namen van deze voorstellingen zijn:
- De Ernst en Bobbie Kindernetshow (1999)
- De verjaardag van Ernst (2000-2002)
- De vakantieshow (2002-2004)
- De grote verhuisshow (2005-2006)
- De grote Sinterklaasshow (2006)
- Een bruid voor de boswachter (2006-2008)
- Een verrassing voor Sinterklaas (2007)
- Herrie op de Noordpool (2008-2010)
- Paniek op het politiebureau (2010-2012)
- Pimp de Sint Show (2010-2014; 2019; in 2020 als onderdeel van online 'Sinteractieve Livestream'; 2021-2022)
- Doe je mee op zee show (2012-2014)
- Wij willen water (2014-2016)
- Een spannende verjaardag voor Sinterklaas (2015-2018; 2023)
- De vakantieshow (2016-2017; 2023-2024)
- Geklungel in de jungle (2018-2021) (twintigjarig jubileum)
- Ernst en Bobbie weten het niet meer (2022-2023)
- Holland Kids Festival (2022-2024)
- Ernst en Bobbie doen maar wat (2024)

## Trivia
- Eind jaren negentig was er op Kindernet een wedstrijd waarbij een element (meestal een personage) van een serie in een andere serie geplaatst werd. De kijker moest dan aangeven wat er niet klopte en uit welke serie dat element kwam. In een aflevering van Ernst, Bobbie en de rest werd voor deze competitie Adriaan (van Bassie en Adriaan) in de Boink van Bobbie gemonteerd.
- De rol van Hoofdcommissaris werd gespeeld door Jacques van Trommel, die in werkelijkheid de oom was van Erik van Trommel, die Ernst speelt.
- De rol van Burgemeester werd gespeeld door Max van Trommel, die in werkelijkheid de vader is van Erik van Trommel, die Ernst speelt.
- Ilse Vocking, die campinghoofd en nieuwslezeres speelde, is tevens de regisseur van dat seizoen van Ernst, Bobbie en de rest.
- Regisseur van seizoen 5 en 6, Tjepke Zijlstra, speelde de havenmeester in de aflevering De Vaartocht en deed zelf het camerawerk van de videoclip Verkleden in de aflevering De Grote Oebidoebie.
- Het liedje Alles komt goed uit de tweede bioscoopfilm werd in verband met de coronapandemie in 2020 opnieuw uitgebracht.
- In 2023 werd Ernst, Bobbie en de rest een Buma Kindermuziekprijs toegekend.[3]